# Edinburgh Courant
Le Edinburgh Courant était un journal grand format du XVIIIe siècle. Il a été publié à Édimbourg, Midlothian, Écosse. Son premier numéro était daté du 14 au 19 février 1705 et était vendu pour un sou. C'était le premier journal régional d'Écosse et il a été publié deux fois par semaine pendant cinq ans, puis a continué sous le nom de Scots Courant jusqu'en avril 1720.

## Histoire
En 1718, l'Edinburgh Evening Courant commença sa publication, étant d'abord imprimé par John McQueen ou McEwen sur le Royal Mile puis passant à son protégé, Alexander Kincaid en 1735. Il a survécu jusqu'à la création du Edinburgh Evening News en 1873.
Il fut fondé par James Watson (qui avait également publié la Gazette d'Édimbourg à partir de 1700)  et avait son principal bureau d'impression à Craigs Close au 170 High Street sur le Royal Mile, les locaux étant généralement connus sous le nom de King's Printing House.
En 1725, à l'époque des émeutes de la taxe écossaise sur le malt, des factions politiques rivales utilisèrent - ou du moins tentèrent d'utiliser - des journaux, dont l'Edinburgh Evening Courant et le Caledonian Mercury, comme leurs "porte-parole", comme l'indique une lettre de l'apprenti libraire de l'époque, Andrew Millar  . Millar a été apprenti chez James McEuen, qui avait été imprimeur, éditeur et libraire principal de The Edinburgh Evening Courant depuis 1718.

## Éditeurs
Daniel Defoe, auteur du roman de 1719 Robinson Crusoé, puis installé à Moubray House, en fut l'éditeur au début du XVIIIe siècle. James Hannay, auteur d'histoire navale, en fut le rédacteur en chef de 1860 à 1864[réf. nécessaire] .

## Archives
Les numéros du journal (1750 et 1884) ont été numérisés pendant deux ans et peuvent être consultés via Find my Past et Ancestry.com, respectivement avec un abonnement .